# 蘇黎世足球俱樂部
蘇黎世足球俱樂部（FC Zürich），或簡稱FCZ是瑞士的一家足球俱樂部，主場設在蘇黎世。成立於1896年。該俱樂部同蘇黎世草蜢之間的德比戰被稱為蘇黎世德比。

## 球會錦標
- 瑞士足球超級聯賽
  - 冠軍 (13)：1902, 1924, 1963, 1966, 1968, 1974, 1975, 1976, 1981, 2006, 2007, 2009, 2022；

- 瑞士盃
  - 冠軍 (8)：1966, 1970, 1972, 1973, 1976, 2000, 2005, 2014

## 外部連結
- 官方網站（页面存档备份，存于）